# Kenny Easterday
Kenneth „Kenny“ Easterday (* 7. Dezember 1973 in Aliquippa, Pennsylvania; † 12. Februar 2016) war ein US-amerikanischer Filmschauspieler.

## Leben
Kenny Easterday wurde 1973 mit dem Gendefekt Sakrokokzygeale Agenesie geboren. Seine Wirbelsäule entwickelte sich nicht richtig und im Alter von sechs Monaten wurden seine Beine amputiert. Bereits frühzeitig wurde ihm von Ärzten nur eine sehr geringe Lebenserwartung von wenigen Monaten attestiert, welche er deutlich übertraf und ein mittleres Erwachsenenalter erreichte. Mit 13 Jahren spielte er in dem halbdokumentarischen Spielfilm Kenny die Hauptrolle. Der Film erhielt 1987 beim World Film Festival den Hauptpreis Grand Prix of the Americas, den UNICEF Award und bei den Internationalen Filmfestspielen Berlin den CIFEJ-Preis für den besten Kinder- und Jugendfilm. Bereits im Kindesalter lehnte er das Tragen von Prothesen strikt ab, da sie ihn mehr behinderten, als dass sie ihm halfen. Er bewegte sich nur auf seinen Händen gehend oder auf einem Skateboard fahrend und führte ein selbständiges Leben. Unter anderem war er als Informations-Bote der Gäste von Jerry Springer in dessen The Jerry Springer Show angestellt.
Easterday war zweimal verheiratet und hatte zwei Kinder. Er lebte mit seiner Frau in Virginia.

## Filmografie
- 1987: Der kleine Bruder (Kenny, auch The Kid Brother)
- 2010: The Man with Half a Body[4]

## Zitat
Kenny Easterday selbst sagte über sich folgendes.
„Handicapped? What do you mean handicapped? I can do anything that anybody wants me to do! If I was handicapped it's because of these damned legs!“ (deutsch: „Behindert? Was meinst du mit behindert? Ich kann alles tun, was jeder von mir will! Wenn, dann wäre ich nur wegen dieser verdammten Beine behindert!“)